# Columbo: Luzifers Schüler
Luzifers Schüler (Originaltitel: Columbo Goes to College) ist eine erstmals auf ABC gesendete Episode der Kriminalfilm-Reihe Columbo aus dem Jahr 1990. Die deutschsprachige Erstausstrahlung der ersten Folge der zehnten Staffel folgte im Jahr 1992 durch den Fernsehsender RTL plus. Die US-amerikanischen Schauspieler Stephen Caffrey und Gary Hershberger verkörpern als College-Studenten Justin Rowe und Cooper Redman die Gegenspieler von Inspektor Columbo, dargestellt von Peter Falk.

## Handlung
Justin Rowe und Cooper Redman besuchen gemeinsam das Freemont College. Einer ihrer Dozenten, Professor D. E. Rusk, hat herausgefunden, dass sich die beiden Freunde die Lösungen für eine bevorstehende Prüfung illegal beschafft haben. Nachdem er sie zur Rede gestellt und angekündigt hat, über eine angemessene Bestrafung nachzudenken, werden die von ihren wohlhabenden Eltern verwöhnten Studenten sich ihrer misslichen Lage bewusst. Beide wissen sowohl von Rusks beendeter Affäre mit June Clarke, der Frau des Basketballtrainers am College, als auch von seinen Recherchen zur Aufdeckung krimineller Machenschaften in höchsten Gesellschaftskreisen. Sie beschließen, den Professor zu ermorden, und entwenden zu diesem Zweck eine Waffe aus der Wohnung des Wachmannes Joe Doyle. Auf Einladung von Rusk erscheint Inspektor Columbo zu einem Gastvortrag am College. Noch während der Vorlesung verlässt der Professor den Hörsaal, um sich auf Bitten Rowes angeblich mit dessen Vater, einem bekannten Strafverteidiger und Gönner gegenüber dem College, zu einem klärenden Gespräch zu treffen. Kurz bevor er in seinen Wagen in der Tiefgarage des College einsteigt, wird Rusk erschossen. Der für die Sicherheit im Gebäude zuständige Doyle ist jedoch abgelenkt, da er zur gleichen Zeit auf einem anderen Überwachungsbildschirm ein Basketballspiel im Fernsehen verfolgt. Nach der Veranstaltung begleiten die Kursteilnehmer Columbo zu seinem Fahrzeug und finden gemeinsam Rusks Leiche. Rowe setzt sich umgehend in seinen gegenüber abgestellten Pick-up und alarmiert Doyle.
Als die Polizei eintrifft und mit den Untersuchungen beginnt, machen einige Details den Inspektor bereits nachdenklich. Auf der Straße in der Nähe der Garagenausfahrt liegt eine Patronenhülse, die offenbar aus der Tatwaffe stammt, aber keine räumliche Nähe zum Tatort aufweist. Außerdem müsse es einen Grund für Rusks frühzeitigen Abgang geben. Die im Büro zurückgelassene Aktentasche und Cholesterinsenker in seiner Hemdtasche deuten auf eine Verabredung in einem nahegelegenen Restaurant hin. Nachforschungen ergeben, dass neben Rusk ein zweiter Gast namens Rowe am reservierten Tisch erwartet wurde, aber nicht erschienen ist. Bei der Sichtung der Videobänder ergeben sich zusätzliche Fragen: Der Mord ist zwar deutlich zu sehen, es gibt aber keine Anzeichen für die Anwesenheit einer weiteren Person in der Garage, die als möglicher Täter infrage käme. Später unterhält sich Columbo in einer Bar mit einigen Studenten, unter ihnen Rowe und Redman, über den Stand der Ermittlungen sowie den beruflichen und privaten Hintergrund des Professors. Im Rahmen des Gespräches erfährt der Inspektor auch Justins Nachnamen und kann so bereits eine Verbindung mit dem Opfer herstellen.
Am nächsten Tag haben die Ereignisse bereits ein großes Medienecho ausgelöst. Columbo sucht die ehemalige Geliebte Rusks in ihrem von der Presse belagerten Haus auf. Clarke behauptet, die Affäre schon vor längerer Zeit beendet und mit ihrem Mann darüber gesprochen zu haben. Auch Mrs. Rusk gibt zu, über das Verhältnis ihres Ehemannes Bescheid gewusst zu haben. Sie habe sich jedoch in der Mordnacht mit Mrs. Clarke ausgesprochen und verfüge daher über ein stichhaltiges Alibi. Derweil führen Rowe und Redman den Inspektor auf die Spur einer Bar, in der sich Rusk und Clarke im Gegensatz zu deren Aussage erst kürzlich getroffen haben und im Streit auseinandergegangen sind. Ein in Rusks Unterlagen gefundenes Flugticket nach Phoenix bringt die beiden übereifrigen und sich wiederholt über den Inspektor lustig machenden Studenten auf die Idee, Columbo eine Falle zu stellen: Obwohl das Ticket scheinbar keine Bedeutung hat, glauben beide sich erinnern zu können, dass der Professor am Zielort die zuständigen Strafverfolgungsbehörden wegen eines Bankenbetruges aufsuchen wollte. Um ihr Ablenkungsmanöver zu forcieren, vermitteln sie eine Unterredung mit Justins Vater, Jordan Rowe. Wie erhofft, drängt der bekannte Strafverteidiger und Mäzen des College den Inspektor, sich auf das naheliegende Motiv zu konzentrieren, ein Auftragsmörder müsse Rusk wegen der brisanten Enthüllungsgeschichten zum Schweigen gebracht haben.
Bei einer erneuten Begehung in der Tiefgarage berichtet Doyle, dass Rowe die Bänder aus der Videoüberwachung unmittelbar nach dem Mord gesichert hat. Doch genau für die Kamera, die den Mörder an der vermuteten Position hätte filmen können, fehlt die Sicherungskopie. Columbos Verdacht gegenüber Rowe und Redman erhärtet sich. Er wird wieder zu Jordan Rowe zitiert, der von Dominic Doyle, dem kürzlich aus dem Gefängnis entlassenen Bruder des Wachmannes, erzählt.  Er sieht in ihm den augenscheinlichen Täter. Während der Befragung des ehemaligen Gefängniswärters wird im Fernsehen eine spektakuläre Videoaufnahme von Rusks Ermordung aus einer anderen Perspektive gezeigt. Wie sich bald herausstellt, hat der Nachrichtensender das Material von einer Privatperson gekauft, die die Bilder zufällig über ihre Satellitenschüssel empfangen und aufgezeichnet hat. Demnach hatte jemand absichtlich eine Fernsehkamera in der Garage installiert. In Gegenwart der beiden Studenten zeigt sich der Inspektor vermeintlich von Dominic Doyles Schuld überzeugt. Die Worte seines Gesprächspartners wiederholend, lässt er sich Details zum Fahrzeug des Gesuchten telefonisch durchgeben. Am Abend entdeckt Redman den besagten Wagen und ruft die Polizei. Die Tatwaffe wird tatsächlich dort aufgefunden und Doyle zum Verhör abgeführt.
Als Rowe und Redman am nächsten Tag in die Tiefgarage des College fahren, werden sie von Columbo bereits erwartet. Er bittet sie, ihren Pick-up abermals direkt gegenüber von Rusks Wagen zu parken, um das Geschehen zur Aufklärung des Verbrechens nachzustellen. Übereinstimmend mit dem Blickwinkel der ausgestrahlten Fernsehbilder zeigt der Inspektor im Vorlesungssaal eine Live-Übertragung aus der Garage und demonstriert anschließend anhand eines Gipsmodells den Ablauf der Tat: Am Mordabend beobachteten Rowe und Redman mithilfe eines Taschenfernsehers von ihrer Sitzreihe aus den Stellplatz und betätigten per Funk die Zentralverriegelung ihres abgestellten Pick-ups. Der Schließmechanismus war mechanisch mit dem Abzug der gestohlenen Waffe verbunden, die sich ebenso wie eine kleine Fernsehkamera unter der Kühlerhaube versteckt neben den Lüftungsschlitzen befand. Trotz der belastenden Indizien beschuldigt Rowe weiterhin Doyle. Darüber hinaus beweise der ballistische Bericht, dass die sichergestellte Waffe dieselbe ist, mit der Rusk getötet wurde. Dann lässt Columbo den grünen Ford vorfahren, von dem die Studenten glauben, er gehöre Doyle. Doch in Wirklichkeit handelt es sich um den Wagen von Mrs. Columbo. Da nur Rowe und Redman die Beschreibung des Fahrzeuges kannten, konnten auch nur sie die Tatwaffe dort deponieren. In ihrer überheblichen Art zeigen beide nach der Festnahme keine Reue.

## Hintergrund
Die Protagonisten der Episode weisen einige deutliche Parallelen zu dem Mörderduo Leopold und Loeb auf. Die beiden Studenten aus wohlhabenden Familien wurden im Jahr 1924 zu lebenslanger Haft verurteilt. Das nach diesem authentischen Fall entstandene Theaterstück Rope von Patrick Hamilton diente Alfred Hitchcock  im Jahr 1948 als Vorlage zu seinem Thriller Cocktail für eine Leiche.
Die Handlung nimmt außerdem Bezug auf die knapp ein Jahr zuvor veröffentlichte Episode Mord nach Termin: Columbo wird in der Vorlesung von Studenten gefragt, ob die Polizei zuweilen Beweismittel erfindet, um einen Mordfall aufzuklären. In der ausweichenden Antwort führt er den aus dem Mülleimer des Anwaltes Oscar Finch entwendeten Kaugummi zum Abgleich der Bissspuren als Beispiel an.
Die Auflösung des Falles erinnert an das Finale der Episode Meine Tote – Deine Tote. Im Beisein der Täter verbreitet Columbo gezielt Falschinformationen, damit sie veranlasst werden, den vermeintlichen Hauptverdächtigen mit dem Tatwerkzeug, der Beute oder anderen Gegenständen zu belasten. Anschließend stellt sich heraus, dass der Ort, an dem das Beweisstück aufgefunden wird, gar nicht mit dem Verdächtigen in Verbindung steht. Statt der eigenen Wohnung in der genannten Folge dient diesmal der Wagen von Mrs. Columbo als Lockmittel.

## Besetzung und Synchronisation
Die deutschsprachige Synchronfassung entstand bei der Alster Studios Synchron.
| Figur                  | Darsteller           | Deutscher Sprecher       |
| ---------------------- | -------------------- | ------------------------ |
| Lieutenant Columbo     | Peter Falk           | Claus Biederstaedt       |
| Gaststars              |                      |                          |
| Justin Rowe            | Stephen Caffrey      | Nicolas König            |
| Cooper Redman          | Gary Hershberger     | Richard Delanoff         |
| Professor D. E. Rusk   | James Sutorius       | Peter Lakenmacher        |
| Dominic Doyle          | William Lucking      |                          |
| June Clark             | Katherine Cannon     |                          |
| Mr. Redman             | Alan Fudge           | Klaus Nietz              |
| Mrs. Rowe              | Maree Cheatham       | Anne Schermutzki         |
| Mrs. Rusk              | Bridget Hanley       | Heidi Berndt             |
| Joe Doyle              | Jim Antonio          |                          |
| George                 | Steven Gilborn       | Wolfgang Schimmelpfennig |
| Clubbesitzer           | Guy Stockwell        |                          |
| Jordan Rowe            | Robert Culp          | Manfred Reddemann        |
| Weitere Darsteller     |                      |                          |
| Sara                   | Elizabeth Swackhamer | Marion Elskis            |
| Hausmeister            | Dick Balduzzi        | Hans Irle                |
| Todd                   | Greg Rogen           | Stefan Brönneke          |
| Dekan Howard Gillespie | Laurence Haddon      | Günther Flesch           |

## Rezeption
Die Fernsehzeitschrift TV Spielfilm vergab eine positive Wertung (Daumen hoch): „Geschickt gestrickt, aber nicht so spaßig. […] Der Fall ist stark, nur kommt der typische „Columbo“-Humor etwas zu kurz.“
Der Autor Michael Striss wertete mit vier von vier Sternen (Höhepunkt). Er lobte das gute Drehbuch und verwies insbesondere auf einen bewährten Darsteller aus den ersten drei Staffeln: „Diese hervorragende Episode lebt vor allem davon, dass hier das Motiv der Geringschätzung des Inspektors exzessiv bis zur blanken Verhöhnung ausgespielt wird. Dadurch gestaltet sich das übliche Katz-und-Maus-Spiel noch faszinierender; umso wirkungsvoller gerät auch das begeisternde Finale, in dem der eklatante Hochmut einen tiefen Fall erlebt und der Zuschauer ungeahnte Schadenfreude empfindet. […] Neben den jungen Hauptdarstellern Stephen Caffrey und Gary Hershberger, die eine gute Figur machen, besteht das Ensemble durchweg aus routinierten Schauspielern […]. Eine Hommage an vergangene Zeiten ist Robert Culps Gastauftritt, dem die Rolle des Jordan Rowe auf den Leib geschrieben ist.“
Der Autor Uwe Killing ergänzte: „In der Episode Luzifers Schüler wird aber auch ein Generationsgefälle deutlich: […] Die Täter, zwei verzogene Jungs aus reichem Hause, sind in ihrer Überheblichkeit schwer zu ertragen, nehmen den in ihren Augen komischen, altmodischen Polizisten überhaupt nicht ernst. Mehr noch: Columbo ist nie zuvor derart verachtet worden. Es sind Musterexemplare der Gattung Yuppies, die Anfang der neunziger Jahre in Mode kam, und die sich darin gefallen, Columbo zu verhöhnen. […] Columbo wählt auch hier eine bewährte Taktik: Er bittet sie, ihn bei der Mördersuche zu unterstützen. Die Täter sehen darin eine weitere Gelegenheit, sich auf Kosten Columbos zu amüsieren, und es ist dann genau dieser Hochmut, über den sie am Ende stolpern.“